# Teen Choice Awards 2016
Teen Choice Awards 2016 se konalo dne 31. července 2016 v The Forum v Inglewoodu. Justin Timberlake získal speciální ocenění Decade Award. Moderátory večera byli Victoria Justice a John Cena.

## Uvádějící
- Daisy Ridley
- Chris Evans
- Sarah Hyland
- Ashley Benson
- Ne-Yo
- Shay Mitchell
- Lea Michele
- Jessica Alba
- Jennifer Garnerová

## Účinkující
- Flo Rida - „My House“, „Good Feeling“, „Wild Ones“ a „Zillinoarie“
- Charlie Puth - „We Don't Talk Anymore“
- Serayah McNeill - „Look But Don't Touch“
- Ne-Yo - „What's Going On“
- Jason Derulo - „Kiss the Sky“

## Nominace
První vlna nominací byla oznámena 9. června 2016. Druhá vlna nominací přišla 6. července 2016. Tučně jsou označeni vítězové.

### Film
| Akční film | Herec: akční film | Herečka: akční film |
| --- | --- | --- |
| - Deadpool - Aliance - V srdci moře - Kniha džunglí - Labyrint: Zkouška ohněm - Spectre | - Chris Hemsworth, V srdci moře - Theo James, Aliance - Dylan O'Brien, Labyrint: Zkoušky ohněm - Ryan Reynolds, Deadpool - Neel Sethi, Kniha džunglí | - Morena Baccarin, Deadpool - Charlotte Riley, V srdci moře - Kaya Scodelario, Labyrint: Zkoušky ohněm - Léa Seydoux, Spectre - Shailene Woodley, Aliance |
| Dramatický film | Herec: Drama | Herečka: Drama |
| - Ulice Cloverfield 10 - Creed - Marťan - Zázraky z nebe - Bod zlomu - Straight Outta Compton | - Matt Damon, Marťan - Leonardo DiCaprio, Revenant Zmrtvýchvstání - Taron Egerton, Orel Eddie - O'Shea Jackson Jr., Straight Outta Compton - Michael B. Jordan, Creed - Jacob Tremblay, Room | - Jessica Chastainová, Marťan - Jennifer Garnerová, Zázraky z nebe - Brie Larson, Room - Jennifer Lawrenceová, Joy - Tessa Thompson,Creed - Alicia Vikander, Dánská dívka |
| Sci-Fi/Fantasy | Herec: Sci-Fi/Fantasy | Herečka: Sci-Fi/Fantasy |
| - Batman v Superman: Úsvit spravedlnosti - Captain America: Občanská válka - Fantastycká čtyřka - Hunger Games: Síla vzdoru 2. část - Lovec: Zimní válka - Star Wars: Síla se probouzí                                                                  | - Ben Affleck, Batman v Superman: Úsvit spravedlnosti - Henry Cavill, Batman v Superman: Úsvit spravedlnosti - Chris Hemsworth, Lovec: Zimní válka - Chris Evans, Captain America: Občanská válka - Liam Hemsworth, Hunger Games: Síla vzdoru 2. část - Josh Hutcherson, Hunger Games: Síla vzdoru 2. část | - Amy Adams, Batman v Superman: Úsvit spravedlnosti - Scarlett Johansson, Captain America: Občanská válka - Jennifer Lawrenceová, Hunger Games: Síla vzdoru 2. část - Chloë Grace Moretz, Pátá vlna - Daisy Ridley, Star Wars: Síla se probouzí - Charlize Theron, Lovec: Zimní válka |
| Komedie | Herec: Komedie | Herečka: Komedie |
| - Holičství 3: Nový sestřih - Stážista - Svátek matek - Pan Dokonalý - Poldův švagr - Zoolander No. 2 | - Zac Efron, Sousedi 2 - Will Ferrell, Táta je doma - Kevin Hart, Poldův švagr - Ice Cube, Holičství 3: Nový sestřih a Poldův švagr - Keegan-Michael Key, Keanu – Kočičí gangsterka - Jordan Peele – Keanu – Kočičí gangsterka | - Jennifer Aniston, Svátek matek - Anne Hathawayová, Stážista - Anna Kendrick, Pan Dokonalý - Melissa McCarthy, Šéf - Chloë Grace Moretz, Sousedi 2 |
| Zloduch | Chemie | Polibek |
| - Daniel Brühl,Captain America: Občanská válka - Adam Driver, Star Wars: Síla se probouzí - Jesse Eisenberg, Batman v Superman: Úsvit spravedlnosti - Aidan Gillen, Labyrint: Zkoušky ohněm - Ed Skrein, Deadpool - Charlize Theron, Lovec: Zimní válka | - Dylan O'Brien a Thomas Brodie-Sangster, Labyrint: Zkouška ohněm - Robert Downey Jr., Scarlett Johansson, Don Cheadle, Paul Bettany a Chadwick Boseman, Captain America: Občanská válka - Chris Evans, Sebastian Stan, Anthony Mackie, Elizabeth Olsen a Jeremy Renner, Captain America: Občanská válka - Jennifer Lawrenceová a Josh Hutcherson, Hunger Games: Síla vzdoru 2. část - Daisy Ridley a John Boyega - Star Wars: Síla se probouzí - Shailene Woodley a Theo James, Aliance | - Henry Cavill a Amy Adams, Batman v Superman: Úsvit spravedlnosti - Emilia Clarkeová a Sam Claflin, Než jsem tě poznala - Chris Evans a Emily VanCamp, Captain America: Občanská válka - Chris Hemsworth a Jessica Chastainová, Lovec: Zimní válka - Jennifer Lawrenceová a Josh Hutcherson, Hunger Games: Síla vzdoru 2. část - Blake Lively a Michiel Huisman, Věčně mladá - Shailene Woodley a Theo James, Aliance |
| Výbuch vzteku | Zloděj scén | Průlomová hvězda |
| - Adam Driver, Star Wars: Síla se probouzí - Zac Efron, Sousedi 2 - Kevin Hart, Poldův švagr - Hugh Jackman, X-Men: Apokalypsa - Ryan Reynolds, Deadpool - Jason Sudeikis, Angry Birds ve filmu                                                         | - Chadwick Boseman, Captain America: Občanská válka - Gal Gadotová, Batman vs. Superman: Úsvit spravedlnosti - Tom Holland, Captain America: Občanská válka - Jena Malone, Hunger Games: Síla vzdoru 2. část - Evan Peters, X-Men: Apokalypsa - Miles Teller, Aliance | - John Boyega, Star Wars: Síla se probouzí - Gal Gadotová, Batman v Superman: Úsvit spravedlnosti - Brianna Hildebrand, Deadpool - Daisy Ridley, Star Wars: Síla se probouzí - Neel Sethi, Kniha džunglí - Alexandra Shipp, X-Men: Apokalypsa |
| Letní film | Letní filmová hvězda: herec | Letní filmová hvězda: herečka |
| - Centrální inteligence - Hledá se Dory - Krotitelé duchů 2 - Den nezávislosti: Nový útok - X-Men: Apokalypsa | - Stephen Amell, Želvy Ninja 2 - Dave Franco, Podfukáři 2 - Kevin Hart, Centrální inteligence - Chris Hemsworth, Krotitelé duchů 2 - Liam Hemsworth, Den nezávislosti: Nový útok - Dwayne Johnson, Centrální inteligence | - Lizzy Caplan, Podfukáři 2 - Ellen DeGeneres, Hledá se Dory - Megan Fox, Želvy Ninja 2 - Blake Lively, Mělčiny - Melissa McCarthy, Krotitelé duchů 2 - Kristen Wiigová, Krotitelé duchů 2 |
| Teenagerský film | Teenagerský film: herec | Teenagerský film: herečka |
| - Fantastická zvířata a kde je najít - Jason Bourne - Rogue One: Star Wars Story - Star Trek: Do neznáma - Sebevražedný oddíl - Trollové | - Matt Damon, Jason Bourne - Scott Eastwood, Sebevražedný oddíl - Dylan O'Brien, Deepwater Horizont: Moře v plamenech - Chris Pine, Star Trek: Do neznáma - Chris Pratt, Sedm statečných - Will Smith, Sebevražedný oddíl | - Cara Delevingne, Sebevražedný oddíl - Anna Kendrick, Hollarovi - Margot Robbie, Sebevražedný oddíl - Britt Robertson, Vesmír mezi námi - Zoe Saldana, Star Trek: Do neznáma - Alicia Vikander, Jason Bourne |

### Hudba
| Zpěvák | Zpěvačka | Hudební skupina (muži) |
| --- | --- | --- |
| - Justin Bieber - Drake - Nick Jonas - Zayn Malik - Shawn Mendes - Charlie Puth | - Beyoncé - Selena Gomez - Ariana Grande - Demi Lovato - Rihanna - Taylor Swift | - 5 Seconds of Summer - The Chainsmokers - DNCE - Fall Out Boy - Fifth Harmony - One Direction |
| R&B/Hip-Hopový umělec | Country umělec | Píseň od zpěvačky |
| - Iggy Azalea - Beyoncé - Jason Derulo - Drake - Nicki Minaj - The Weeknd | - Kelsea Ballerini - Luke Bryan - Hunter Hayes - Sam Hunt - Blake Shelton - Carrie Underwood | - „Confident“, Demi Lovato - „Dangerous Woman“, Ariana Grande - „Hands to Myself“, Selena Gomez - „Hello“, Adele - „New Romatnics“, Taylor Swift - „No“, Meghan Trainor |
| Píseň od zpěváka | Píseň od hudební skupiny | Mezinárodní umělec |
| - „Close“, Nick Jonas feat. Tove Lo - „My House“, Flo Rida - „One Call Away“, Charlie Puth - „Pillowtalk“, Zayn Malik - „Sorry“, Justin Bieber - „Youth“, Troye Sivan                                                                                      | - „Cake by the Ocean“, DNCE - „Home“, One Direction - „She's Kinda Hot“, 5 Seconds of Summer - „Stressed Out“, Twenty One Pilots - „Wake Up“, The Vamps - „Work from Home“, Fifth Harmony feat. Ty Dolla $ign | - J Balvin - EXO - Girls' Generation - Zara Larsson - Little Mix - Super Junior |
| Countryová píseň | R&B/Hip-Hopová píseň | Rocková píseň |
| - „Church Bells“, Carrie Underwood - „Go Ahead and Break My Heart“, Blake Shelton feat. Gwen Stefani - „H.O.L.Y.“, Florida Georgia Line - „Make You Miss Me“, Sam Hunt - „Peter Pan“, Kelsea Ballerini - „Without a Fight“, Brad Paisley feat. Demi Lovato | - „Chasing the Sky“, obsazení seriálu Empire feat. Terrence Howard, Jussie Smollett a Bryshere Y. Gray - „One Dance“, Drake - „Panda“, Dessigner - „Something New“, Zendaya feat. Chris Brown - „Team“, Iggy Azalea - „Work“, Rihanna | - „America's Sweetheart“, Elle King - „Handclap“, Fitz and the Tantrums - „Jet Black Heart“, 5 Seconds of Summer - „Stressed Out“, Twenty One Pilots - „Walking on a Dream“, Empire of the Sun - „Wherever I Go“, OneRepublic |
| Píseň o lásce | Rozchodová píseň | Letní píseň |
| - „Close“, Nick Jonas feat. Tove Lo - „Hands to Myself“, Selena Gomez - „Into You“, Ariana Grande - „Perfect“, One Direction - „Secret Love Song“, Little Mix - „Vapor“, 5 Seconds of Summer                                                               | - „I Know What You Did Last Summer“, Shawn Mendes a Camila Cabello - „Love Yourself“, Justin Bieber - „Never Forget You“, Zara Larsson a MNEK - „Same Old Love“, Selena Gomez - „Stone Cold“, Demi Lovato - „We Don't Talk Anymore“, Charlie Puth feat. Selena Gomez                                                                            | - „7 Years“, Lukas Graham - „Cake by the Ocean“, DNCE - „Can't Stop the Feeling“, Justin Timberlake - „Like I Would“, Zayn Malik - „This is What You Came For“, Calvin Harris feat. Rihanna - „Work from Home“, Fifth Harmony feat. Ty Dolla $ign                                                                                               |
| Letní hudební hvězda: Žena | Letní hudební hvězda: Muž | Letní hudební hvězda: Skupina |
| - Selena Gomez - Ariana Grande - Demi Lovato - Pink - Rihanna - Gwen Stefani | - Justin Bieber - Drake - Nick Jonas - Shawn Mendes - Zayn Malik - Pitbull | - 5 Seconds of Summer - The 1975 - The Chainsmokers - DNCE - Fifth Harmony - One Direction |
| Nejlepší letní turné | Párty píseň | Průlomový umělec |
| - The 7/27 Tour, Fifth Harmony - Future Now Tour - Demi Lovato a Nick Jonas - Purpose World Tour, Justin Bieber - Revival Tour, Selena Gomez - Shawn Mendes World Tour, Shawn Mendes - Souds Live Feels Live Tour, 5 Seconds of Summer                     | - „Break a Sweat“, Becky G - „Cake by the Ocean“, DNCE - „Can't Stop the Feeling“, Justin Timberlake - „Cheap Thrills“, Sia feat. Sean Paul - „My House“, Flo Rida - „This Is What You Came For“, Calvin Harris feat. Rihanna | - Alessia Care - DNCE - Zayn Malik - Bea Miler - Charlie Puth - Troye Sivan |
| Další velká věc v hudbě | Televizní nebo filmová píseň | Televizní nebo filmová píseň |
| - Ruth B - Sofia Carson - Grace - Hey Violet - New District - Leroy Sanchez | - „Can't Stop the Feeling“ z Trollové, Justin Timberlake - „Castle“ z Lovec: Zimní válka, Halsey - „I Will Survive“ z Angry Birds ve filmu, Demi Lovato - „I'm in Love with a Monster“, Hotel Transylvánie 2, Fifth Harmony - „Just Like Fire“ z Alenka v říši divů: Za zrcadlem, Pink - „Try Everything“ ze Zootropolis: Město zvířat, Shakira | - „Can't Stop the Feeling“ z Trollové, Justin Timberlake - „Castle“ z Lovec: Zimní válka, Halsey - „I Will Survive“ z Angry Birds ve filmu, Demi Lovato - „I'm in Love with a Monster“, Hotel Transylvánie 2, Fifth Harmony - „Just Like Fire“ z Alenka v říši divů: Za zrcadlem, Pink - „Try Everything“ ze Zootropolis: Město zvířat, Shakira |

### Televize
| Dramatický seriál | Herec: Drama | Herečka: Drama |
| --- | --- | --- |
| - Empire - Gotham - Chirurgové - Prolhané krásky - Vražedné Miami - Špinaví poldové | - Keegan Allen, Prolhané krásky - Tyler Blackburn, Prolhané krásky - Ian Harding, Prolhané krásky - Terrance Howard, Empire - Ben McKenzie, Gotham - Jussie Smollett, Empire | - Lucy Hale, Prolhané krásky - Ashley Benson, Prolhané krásky - Taraji P. Henson, Empire - Jennifer Lopez, Špinaví poldové - Maia Mitchell, The Fosters - Kerry Washington, Skandál |
| Fantasy-Sci-Fi seriál | Herec: Fantasy/Sci-FI | Herečka: Fantasy/Sci-Fi |
| - Arrow - The Flash - Bylo, nebylo - Lovci duchů - Upíří deníky | - Grant Gustin, The Flash - Andrew Lincoln, Živí mrtví - Joseph Morgan, The Originals - Jared Padalecki, Lovci duchů - Ian Somerhalder, Upíří deníky - Paul Wesley, Upíří deníky | - Candice Accola, Upíří deníky - Kat Graham, Upíří deníky - Danielle Panabaker, The Flash - Lana Parrilla, Bylo, nebylo - Emily Bett Rickards, Arrow - Eliza Taylor, The 100        |
| Komediální seriál | Herec: Komedie | Herečka: Komedie |
| - Austin a Ally - Fuller House - Jane the Virgin - Liv a Maddie - Taková moderní rodinka - Scream Queens | - Anthony Anderson, Black-ish - Jamie Camil, Jane the Virgin - Taylor Latuner, Kuků - Ross Lynch, Austin a Ally - Jim Parsons, Teorie velkého třesku - Andy Samberg, Brooklyn 99 | - Candace Cameron Bure, Fuller House - Dove Cameron, Liv a Maddie - Lea Michele, Scream Queens - Emma Roberts, Scream Queens - Gina Rodriguez, Jane the Virgin                      |
| Animovaný seriál | Reality Show | Zloduch |
| - Následníci: Kouzelný svět - Griffinovi - Městečko záhad - Za zdí zahrady - Simpsonovi - Steven Universe | - Dance Moms - Držte krok s Kardashians - Masterchef Junior - Mob Wives - Total Divas - The Voice | - Brett Dalton, Agenti S.H.I.E.L.D. - Gret Germann, Bylo, nebylo - Lea Michele, Scream Queens - Cameron Monaghan, Gotham - Janel Parrish, Prolhané krásky - Teddy Sears, The Flash  |
| Zloděj scén | Průlomová hvězda | Průlomový pořad |
| - Misha Collins, Lovci duchů - Becky G, Empire - Tahj Mowry, Tři kluci a nemluvně - Sasha Pieterse, Prolhané krásky - Serayah McNeill, Empire - Hudson Yan, Huangovi v Americe | - Priyanka Chopra, Quantico - Matthew Daddario, Shadowhunters - Tom Ellis, Lucifer - Emma Ishta, Stitchers - Katherine McNamara, Shadowhunters - Cam Newton, All In with Cam Newton | - Legends of Tomorrow - Lucifer - Quantico - Shadowhunters - Stitchers - Supergirl                                                                                                  |
| Chemie | Polibek | Letní televizní pořad |
| - Ashley Benson a Tyler Blackburn, Prolhané krásky - Candaca Cameron Bure, Jodie Sweetin a Andrea Barber, Fuller House - Kat Graham a Ian Somerhalder, Upíří deníky - Jensen Ackles a Misha Collins, Lovci duchů - Grant Gustin a Candice Patton, The Flash - Eliza Taylor a Bob Morley, The 100 | - Chelsea Kane a Derek Theler, Tři kluci a nemluvně - Candice Accola a Paul Wesley, Upíří deníky - Jennifer Morrison a Colin O'Donoghue, Bylo, nebylo - Candice Patton a Grant Gustin, The Flash - Leah Pipes a Joseph Morgan, The Originals - Emily Bett Rickards a Stephen Amell, Arrow | - Tři kluci a nemluvně - The Fosters - Riley ve velkém světě - Umíte tančit? - Vlčí mládě - Mladí a hladoví                                                                         |
| Letní televizní hvězda: Muž | Letní televizní hvězda: Žena | |
| - Jean-Luc Bilodeau, Tři kluci a nemluvně - David Lambert, The Fosters - Peyton Meyer, Riley ve velkém světě - Dylan O'Brien, Vlčí mládě - Tyler Posey, Vlčí mládě - Gregg Sulkin, Přestírání | - Rowan Blanchard, Riley ve velkém světě - Lucy Hale, Prolhané krásky - Shelley Henning, Vlčí mládě - Shay Mitchell, Prolhané krásky - Emily Osment, Mladí a hladoví - Cierra Ramirez, The Fosters                                                                                        | |

### Digitální svět
| Internetová hvězda: žena                                                                          | Internetová hvězda: muž                                                                           |
| ------------------------------------------------------------------------------------------------- | ------------------------------------------------------------------------------------------------- |
| - Colleen Ballinger - Eva Gutowski - Gabbie Hanna - Jenn McAllister - Bethany Mota - Lilly Singh  | - Cameron Dallas - Dolan Twins - Joey Graceffa - Hayes Grier - Nash Grier - Tyler Oakley          |
| Internetová hvězda: komedie                                                                       | Internetová hvězda: fashion/beuty                                                                 |
| - Colleen Ballinger - GloZell - Ryan Higa - The Janoskians - Lilly Singh - Smosh                  | - Kandee Johnson - Rachel Levin - Bunny Meyer - Bethany Mota - Niki a Babi - Michelle Pahn        |
| Král sociálních médií                                                                             | Královna sociálních pédie                                                                         |
| - Justin Bieber - Cameron Dallas - LeBron James - Dwayne Johnson - Zayn Malik - Kanye West        | - Miley Cyrus - Fifth Harmony - Gigi Hadid - Kim Kardashian - Lady Gaga - Britney Spears          |
| Internetová hvězda: hudba                                                                         | Nejlepší YouTuber                                                                                 |
| - Boyce Avenue - Chloe X Halle - Cimorelli - Christina Grimmie - MattyBRaps - Johnny Orlando      | - Meg DeAngelis - Dolan Twins - Connor Franta - Eva Gutowski - Kian Lawley - Lily Singh           |
| Nejlepší twitter                                                                                  | Nejlepší vine                                                                                     |
| - Justin Bieber - Kevin Hart - Lady Gaga - Katy Perry - Britney Spears - Kanye West               | - Matthew Espinosa - Gabbie Hana - Zach King - Josh Peck - Lele Pons - Thomas Sanders             |
| Nejlepší instagram                                                                                | Nejlepší snapchat                                                                                 |
| - Justin Bieber - Selena Gomez - Blake Grey - Kim Kardashian - Hunter Rowland - Britney Spears    | - Taylor Caniff - Gigi Hadid - Kylie Jennerová - DJ Khaled - Logan Paul - Brandon Rowland         |
| Nejlepší musical.ly                                                                               | Nejlepší fanouškové                                                                               |
| - Baby Ariel - Loren Beech - Kristen Hancher - Ariana Renee - Jacob Sartorius - Mackenzie Ziegler | - 5 Seconds of Summer - Justin Bieber - Fifth Harmony - Zayn Malik - One Direction - Super Junior |

### Móda
| Nejkrásnější žena                                                                          | Nejkrásnější muž                                                                               |
| ------------------------------------------------------------------------------------------ | ---------------------------------------------------------------------------------------------- |
| - Hailey Baldwin - Selena Gomez - Gigi Hadid - Kendall Jenner - Demi Lovato - Bella Thorne | - Justin Bieber - Cameron Dallas - Austin Mahone - Zayn Malik - Jussie Smollett - Harry Styles |
| Nejstylovější žena                                                                         | Nejstylovější muž                                                                              |
| - Becky G - Kesha - Blake Lively - Willow Smith - Bella Thorne - Zendaya                   | - Brooklyn Beckham - Bryshere Y. Gray - Colton Haynes - Nick Jonas - Zayn Malik - Kanye West   |

### Sport
| Atlet | Atletka                                                                                          |
| --- | ------------------------------------------------------------------------------------------------ |
| - Kobe Bryant - John Cena - Stephen Curry - Peyton Manning - Roman Reigns - Cristiano Ronaldo                         | - The Bella Twins - Simone Biles - Alex Morgan - Danica Patrick - Ronda Pousey - Serena Williams |
| Sportovní tým |                                                                                                  |
| - Cleveland Cavaliers - Denver Broncos - FC Barcelona - Golden State Warriors - San Jose Sharks - Olympijský tým 2016 |                                                                                                  |

### Ostatní
| Komik                                                                                        | Tanečník                                                                                            |
| -------------------------------------------------------------------------------------------- | --------------------------------------------------------------------------------------------------- |
| - Ellen DeGeneres - Jimmy Fallon - Kevin Hart - Jimmy Kimmel - George Lopez - Amy Schumer    | - Misty Copeland - Kelani Hilliker - Derek Hough - Julianne Hough - Chloe Lukasiak - Maddie Ziegler |
| Modelk/ka                                                                                    | Selfie                                                                                              |
| - Hailey Baldwin - Ashley Graham - Gigi Hadid - Winnie Harlow - Chanel Iman - Kendall Jenner | - Justin Bieber - Miley Cyrus - Ariana Grande - Kylie Jennerová - Kim Kardashian - Lady Gaga        |